# Osteosema albotermina
Osteosema albotermina là một loài bướm đêm trong họ Geometridae.